# Всероссийский шахматный союз
Всероссийский шахматный союз — шахматная организация, объединявшая шахматистов России в 1-й четверти XX века.
В 1885 М. Чигорин выдвинул в журнале «Шахматный вестник» идею основать общероссийский шахматный союз с ежегодными конгрессами и турнирами поочерёдно в разных городах. Однако создать союз удалось лишь 10 апреля 1914; инициатор — Петербургское общество любителей шахматной игры. Председателем союза был избран П. П. Сабуров, товарищем (заместителем) председателя — Б. Е. Малютин, секретарями — С. О. Вайнштейн и В. А. Чудовский. Первоначально Всероссийский шахматный союз насчитывал 85 индивидуальных и 738 коллективных (групповых) членов, которые образовали 27 местных отделений. Основными задачами союза являлись: устройство всероссийский и международных шахматных турниров, распространение шахматной игры на местах, издание шахматной литературы. В связи с начавшейся 1-й мировой войной 1914—1918 союз практически не успел начать свою деятельность. Прекратилось издание его печатного органа «Известий Всероссийского шахматного общества» (всего вышло 2 номера — 25.6.1914 и 15.2.1917). 
В начале 1920-х годов Петроградское шахматное собрание выступило с инициативой объединения шахматистов страны путём воссоздания Всероссийского шахматного союза. В июле 
1923 союз насчитывал 32 отделения (1159 шахматистов). Председателем союза был С. О. Вайнштейн, товарищем председателя — Н. Д. Григорьев, 1-м секретарём — П. А. Романовский. Однако организационные формы и методы деятельности Всероссийского шахматного союза не соответствовали требованиям советского шахматного движения, поэтому на 1-м Всесоюзном шахматном съезде (1924) союз был упразднён; в постановлении съезда указывалось: «Признавая, что ВШС сыграл в своё время положительную роль в деле объединения шахматистов и развития шахматного дела в стране, съезд считает его работу законченной». 
Взамен Всесоюзного шахматного союза была создана (1924) Всесоюзная шахматно-шашечная секция при Высшем совете физической культуры СССР (см. Шахматная федерация СССР).